# نيومي هالمان
نيومي هالمان (بالهولندية: Naomi Halman) مواليد 10 يناير 1986 في هارلم، هي لاعبة كرة سلة هولندية. تلعب مع نادي لات لكرة السلة للسيدات في الدوري الفرنسي لكرة السلة للسيدات. وتحمل الرقم 26. لعبت مع نادي بارما لكرة السلة للسيدات في الدوري الإيطالي لكرة السلة للسيدات.

## روابط خارجية
- نيومي هالمان على موقع الاتحاد الدولي لكرة السلة (الإنجليزية)
- نيومي هالمان على موقع كرة السلة الأوروبية.كوم (الإنجليزية)
- نيومي هالمان على موقع كلية كرة السلة في سبورتس رفرنس.كوم (الإنجليزية)
- نيومي هالمان على موقع بروبوليرز (الإنجليزية)